# 把·赫卜烈思
把·赫卜烈思（Bar Hebraeus，1226-1286年），阿拉伯名为阿布·法刺兹（Abu'l Faraj），是13世纪敘利亞東方正統教會的一位波斯地區主教。他以哲學、詩歌、語言學、歷史學、神學作品而聞名，被譽為敘利亞東方正統教會裡最富學識與才藝者之一。他著有《叙利亚编年史》、《教会编年史》和《逸话趣闻录》等。

## 生平
出生于马拉蒂亚的犹太人家庭，其叙利亚文名“把·赫卜烈思”（Bar Hebraeus）即为“希伯来人之子”之意。其父为医生，1243年曾服务于蒙古将领，其后迁居安条克。把·赫卜烈思17岁为叙利亚教会的修士，其后历任主教、总主教，成为伊利汗国的宫廷医生。
其所著的《叙利亚编年史》和《教会编年史》有许多关于蒙古的珍贵史料。

## 语录
“学问是异常珍贵的东西，从任何源泉汲取都不可耻”——《逸话趣闻录》